# سوتامارچان
سوتامارچان (انگلیسی: Sutamarchán) یک منطقه مسکونی در کشور کلمبیا است.